# Arbeitsgericht Nürnberg

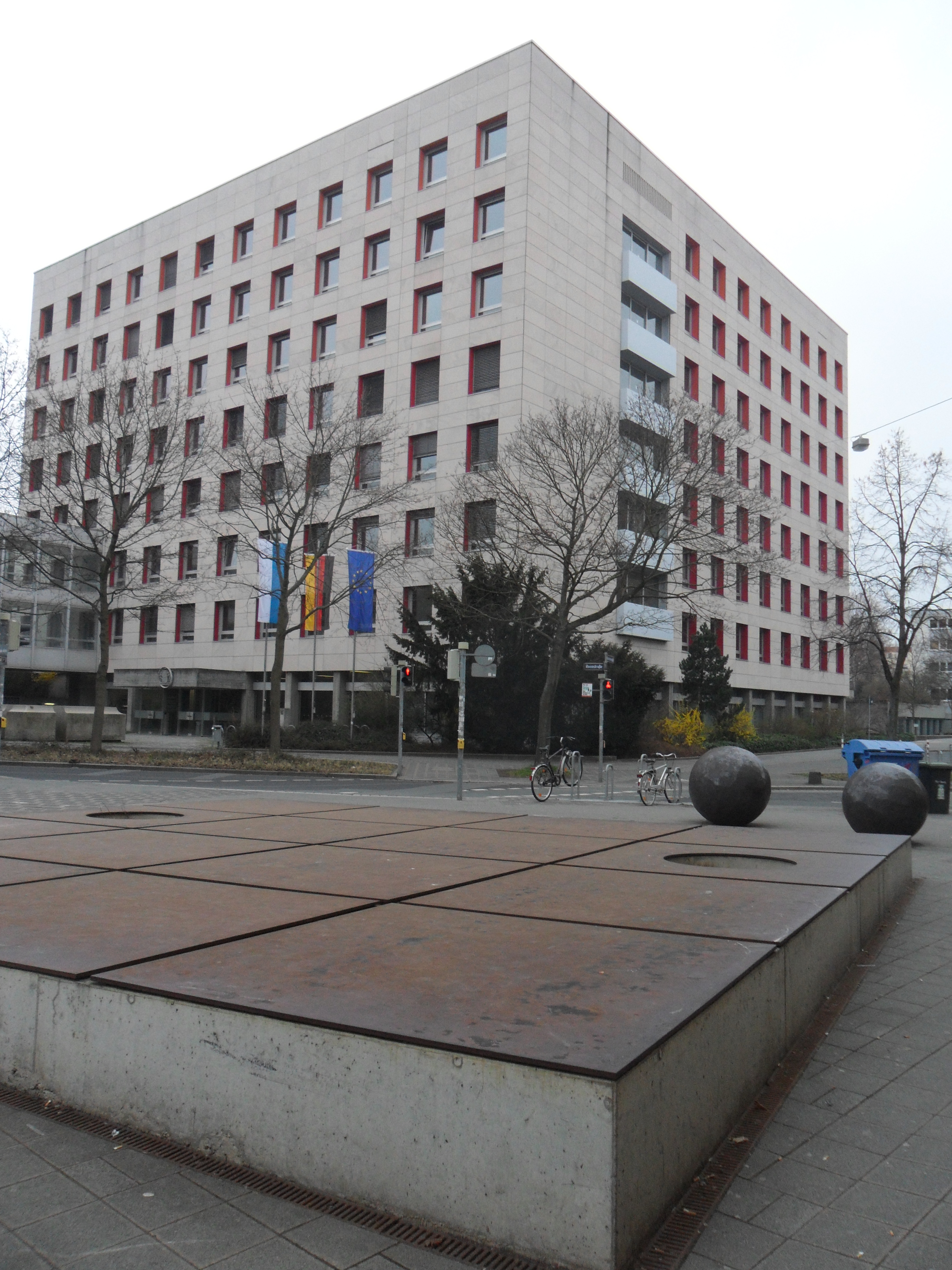
Blick aus nordöstlicher Richtung über die Roonstraße von der Himpfelshofstraße her (März 2011)

Das Arbeitsgericht Nürnberg ist ein Gericht der Arbeitsgerichtsbarkeit und eines von elf Arbeitsgerichten im Freistaat Bayern.

## Gerichtsbezirk
Der Gerichtsbezirk des ArbG Nürnberg umfasst die kreisfreien Städte Ansbach, Erlangen, Fürth, Nürnberg, Schwabach und folgende Landkreise:
- Ansbach
- Erlangen-Höchstadt
- Fürth
- Neustadt a.d.Aisch-Bad Windsheim
- Nürnberger Land
- Roth
- Weißenburg-Gunzenhausen

## Sitz und Gerichtsgebäude
Sitz des Gerichts ist Nürnberg. Das Gericht befindet sich in der Roonstraße 20 in Nürnberg.

## Instanzenzug
Rechtsmittelgericht für das Arbeitsgericht Nürnberg ist das Landesarbeitsgericht Nürnberg.

## Geschichte
Gemäß Arbeitsgerichtsgesetz vom 23. Dezember 1926 wurden in Deutschland Arbeitsgerichte gebildet. Diese waren nur in der ersten Instanz organisatorisch selbstständige Gerichte, die Landesarbeitsgerichte waren den Landgerichten zugeordnet. Am Landgericht Nürnberg entstand so 1927 das Landesarbeitsgericht Nürnberg als eines von 23 Landesarbeitsgerichten in Bayern. In Nürnberg entstand das Arbeitsgericht Nürnberg als eines von zwölf Arbeitsgerichten des Landesarbeitsgerichts. Sein Sprengel umfasste den Gerichtsbezirk des Amtsgerichts Nürnberg. Es bestand eine allgemeine Kammer für Arbeiter und Angestellte und eine Kammer für das Handwerk. Daneben bestand eine Kaufmännische Angestelltenkammer für den Landesarbeitsamtsbezirk, eine Angestelltenkammer für den Landesarbeitsamtsbezirk, eine Eisenbahnfachkammer für den Direktionsbezirk der Reichsbahndirektion Nürnberg und eine Hausgeh.-Kammer für den Arbeitsgerichtsbezirk.
Bereits 1929 wurde die Zahl der Arbeitsgerichte deutlich reduziert. Der Sprengel des Arbeitsgericht Nürnberg vergrößerte sich um die Gebiete des Amtsgerichts Hilpoltstein, da das Arbeitsgericht Hilpoltstein aufgehoben wurde.
Nach der Besetzung Deutschlands durch die Alliierten wurden 1945 zunächst alle Gerichte geschlossen. Die ordentlichen Gerichte wurden schon bald wieder eröffnet, während die Arbeitsgerichte zunächst nicht wieder eingerichtet wurden, so dass arbeitsgerichtliche Streitigkeiten von den ordentlichen Gerichten erledigt werden mussten. Gemäß Kontrollratsgesetz 21 vom 30. März 1946 sollten in Deutschland Arbeitsgerichte aufgebaut werden. Mit dem bayerischen Vollzugsgesetz vom 6. Dezember 1946 richtete das Staatsministerium für Arbeit und Sozialordnung am 30. Januar 1947 die Arbeitsgerichte wieder ein. Das Arbeitsgericht Erlangen entstand dabei neu.